# Wapen van Someren

Wapen van de gemeente Someren (sinds 1991)

Het huidige wapen van Someren werd bij Koninklijk Besluit op 1 mei 1991 aan de gemeente Someren toegekend. Het was het tweede wapen van de gemeente sinds haar oprichting.

## Geschiedenis
Someren kreeg in 1301 van Jan II van Brabant een schepenbank. Hiervan zijn zegels bekend uit 1441, waarop een geestelijke staat afgebeeld, en een schildje met vier leeuwen.  Dit wapen is waarschijnlijk het wapen van Jan III hertog van Brabant-Limburg. De bisschop is waarschijnlijk St. Lambertus, aangezien de heerlijkheid Someren lange tijd in bezit is geweest van het Kapittel van Sint-Lambertus te Luik. In 1642 werd het zegel vervangen door een nieuw zegel, waarin alle leeuwen zonder kroon en met een enkele staart werden afgebeeld. De herkomst van het streepkruis is onbekend; waarschijnlijk is het een foute interpretatie van het oorspronkelijke wapen. De gemeente voerde in de twintigste eeuw een wapen met een gewoon kruis in plaats van een streepkruis.
Nadat de gemeente Lierop aan Someren was toegevoegd, moest het wapen worden herzien. Dit heeft nogal lang op zich laten wachten: de herindeling was van 1935 en het nieuwe wapen is in 1991 verleend. De gemeente Lierop voerde het wapen van het Kwartier van Peelland met daarin drie molenijzers. Het nieuwe wapen is een combinatie van het oude wapen van Someren, in de historische kleuren en het wapen van Lierop.

## Blazoen

### Wapen van 1817

Wapen van de gemeente Someren (1817 - 1991)

Het wapen zoals de gemeente dat tot 1991 voerde

De beschrijving van het wapen van Someren dat op 16 juli 1817  werd bevestigd, luidt als volgt:
Van keel, beladen met een kruis, gecantonneerd met vier klimmende leeuwen, alles van goud.
N.B.:
- De heraldische kleuren zijn keel (rood) en goud (geel)

### Wapen van 1991
De beschrijving van het wapen dat op 26 juni 1997 werd toegekend, luidt als volgt:
Gevierendeeld : I en IV in sabel een leeuw van goud, getongd en genageld van keel, II en III in zilver 3 molenijzers van keel. Het schild gedekt met een gouden kroon van 3 bladeren en 2 parels.
N.B.:
- De heraldische kleuren van het wapen zijn: sabel (zwart), keel (rood), goud (geel) en zilver (wit).

## Verwante wapens
De volgende wapens zijn verwant aan ten minste een van de wapens die Someren heeft gevoerd:

Het wapen van het hertogdom Brabant
Het wapen van het hertogdom Limburg
Het wapen van Lierop